# Lampornis amethystinus
Lampornis amethystinus là một loài chim trong họ Trochilidae.